# Ящурка піщана
Ящурка піщана (Eremias arguta) — вид плазунів (Reptilia) з підкласу лускатих (Squamata, Lepidosauria), єдиний в Україні представник багатовидового роду Eremias.

## Етимологія
Грецьке слово «Eremias» говорить про солітарний спосіб існування, маючи відношення до Єремії й натякаючи на усамітнене місце або пустелю.
Інші назви виду — "ящірка різнобарвна", "ящірка різнокольорова" (ці назви нерідко вживаються для номінативної форми виду, яка є яскраво забарвленою), а також ящурка різнобарвна ящурка пустельна. Як родову назву інколи використовують "Ящірка" ("Фауна України", том. 7: Земноводні та Плазуни) або "ящурка".

## Опис
Ящірка середнього розміру, до 19 см завдовжки. Довжина тулуба з головою (L.) сягає 97 мм. Хвіст (L.cd.) відносно короткий: відношення L./ L.cd. становить 0,7—1,09. Число спинної луски навколо середини тулуба (Sq.), без урахування черевних щитків, становить 37—64. Навколо 9—10 кілець хвоста 20—31 луска. Верхньохвостова луска гладенька або слаборебриста. Число стегнових пор 5—15, їх ряд звичайно не доходить до колінного згину.
Число горлової луски по середній лінії від нижньощелепного щитка до середини коміра (G.) 20—33. Підочний щиток не торкається краю рота. П'ятий нижньощелепний щиток звичайно не торкається нижньогубних щитків. Лобно-носовий щиток 1, його довжина звичайно менше ширини. Надочні щитки не відділені рядом зерняток від лобного і лобно-тім'яного щитків. Між передлобними щитками додаткових щитків звичайно немає. 

### Забарвлення
Основний фон тулуба зверху сірий з оливковим, буруватим або зеленуватим відтінком, часто відповідає субстрату, на якому ящірки проживають. Найпоширенішим є 4 типи малюнка спини: 1) неправильні темно-сірі або чорні поперечні плями і смуги; 2) поздовжні ряди світлих крапок і рисок, між якими розташовані темні плями; 3) овальні світлі, облямовані чорним світлі плями, розташовані більш-менш правильними поперечними рядами; 4) рідкі світлі й темні плями, витягнуті на тулубі звичайно в поперечному напрямі. Черево сірувато-біле.

## Поширення
Вид поширений від північно-східної Румунії на заході до південно-західної Монголії та північно-західного Китаю на сході, до Туреччини та Ірану на півдні. Широко розповсюджений у степових зонах Молдови, України, європейської Росії, північного Кавказу, Казахстану, країн Середньої Азії та Монголії.
В Україні вид поширений у степовій та лісостеповій (рідше) смугах. Найчисленніші популяції поширені на піщаних аренах лівобережжя Дніпра та лівобережжя Придінців'я.

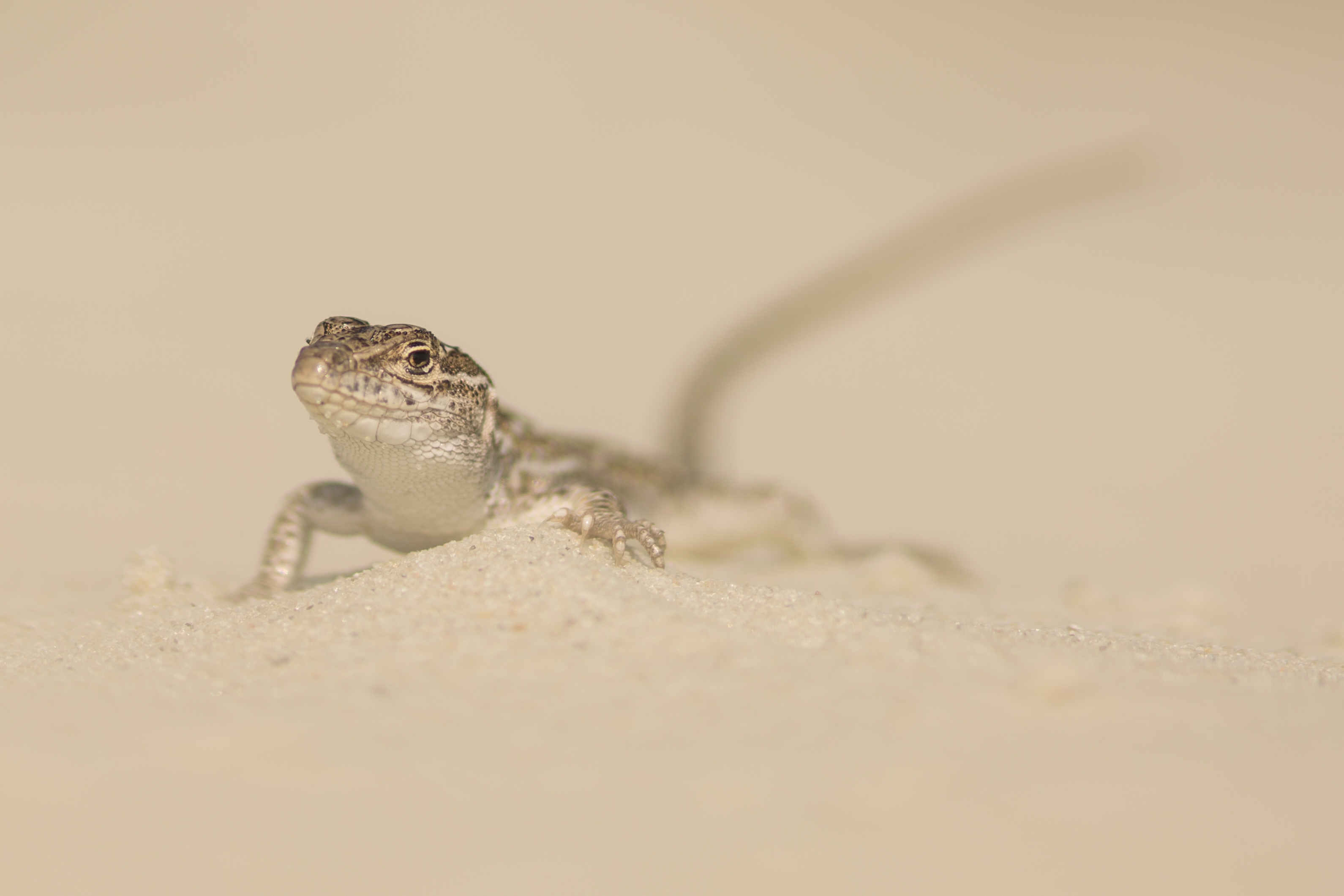
Ящурка піщана, острів Джарилгач

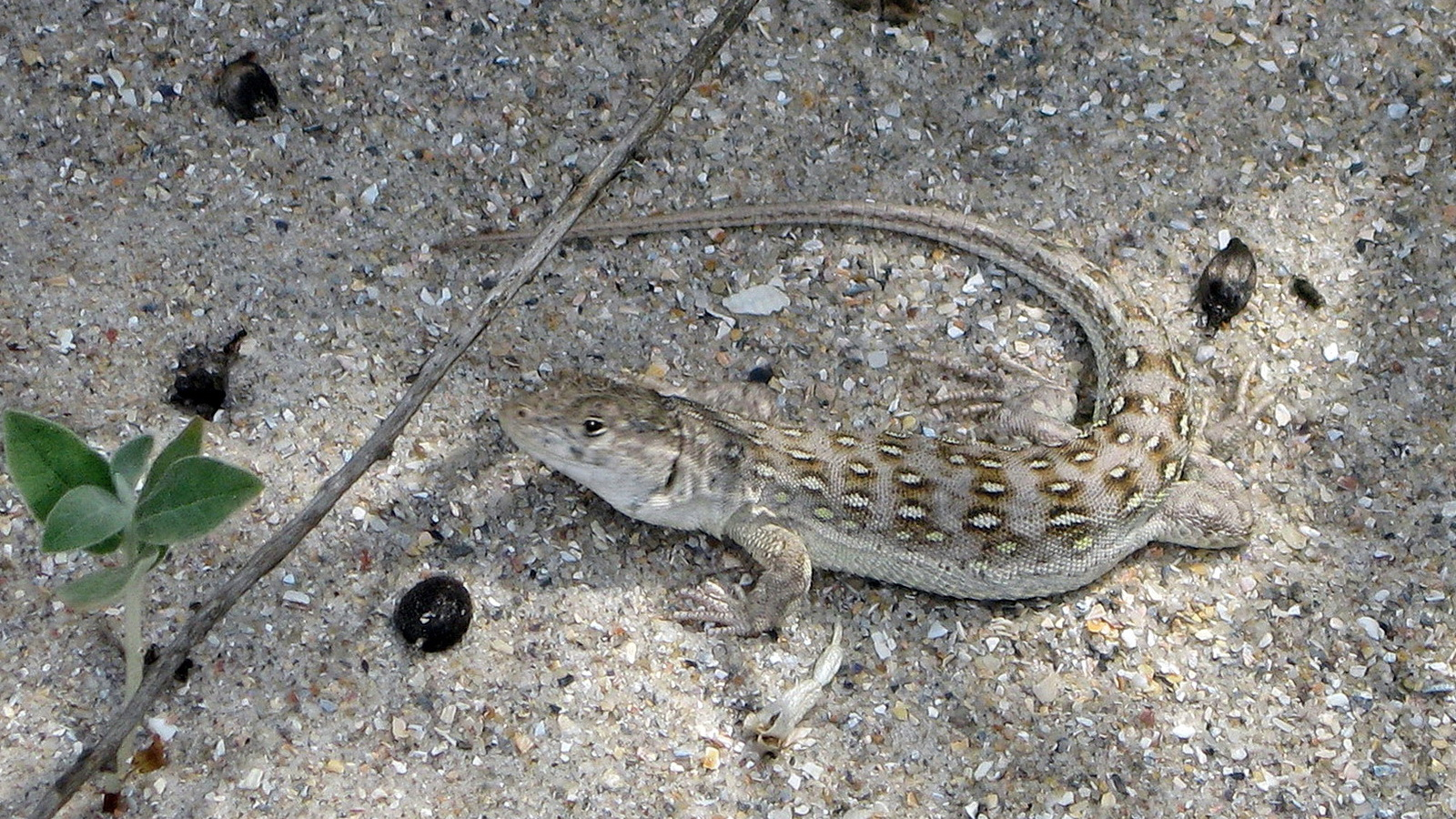
Ящурка піщана, Бердянська коса

## Підвиди
Вид поділяють на 6 підвидів, які розрізняють за типами забарвлення і пропорціями тіла.

вид Eremias arguta
- підвид E.a.arguta (Pallas, 1773) — мешкає в західному Казахстані
- підвид E.a.deserti (Gmelin, 1789) — займає всю західну частину ареалу від річки Урал на сході до східної частини Північного Кавказу на південному заході
- підвид E.a.transcaucasica (Darevsky, 1953) — населяє східне Закавказзя
- підвид E.a.uzbekistanica (Chernov, 1934) — Узбекистан і прикордонні регіони Туркменістану, південного Казахстану, Киргизстану і Таджикистану
- підвид E.a.darevskii (Tsaruk, 1986) — Іссик-Кульська улоговина в Киргизстані
- підвид E.a.potanini (Bedriaga, 1912) — живе в районі, прилеглому до озера Балхаш і улоговині Зайсан в Республіці Казахстан.

## Охорона
Вид занесений до Червоних Книг Монголії, Туркменістану, Вірменії та Молдови.